# منتخب تشيكوسلوفاكيا لكرة اليد
منتخب سلوفاكيا لكرة اليد هو الممثل الرسمي لدولة سلوفاكيا في لعبة كرة اليد.

## النتائج
مفتاح
  البطل
  الوصيف
  المركز الثالث
  المركز الرابع  

### بطولة العالم
| بطولة العالم لكرة اليد للرجال | بطولة العالم لكرة اليد للرجال | بطولة العالم لكرة اليد للرجال | بطولة العالم لكرة اليد للرجال | بطولة العالم لكرة اليد للرجال | بطولة العالم لكرة اليد للرجال | بطولة العالم لكرة اليد للرجال | بطولة العالم لكرة اليد للرجال | بطولة العالم لكرة اليد للرجال | بطولة العالم لكرة اليد للرجال |
| السنة                         | الدور                         | المركز                        | لعب                           | فاز                           | تعادل                         | خسر                           | له                            | عليه                          | ف.أ                           |
| ----------------------------- | ----------------------------- | ----------------------------- | ----------------------------- | ----------------------------- | ----------------------------- | ----------------------------- | ----------------------------- | ----------------------------- | ----------------------------- |
| السويد 1954                   | مباراة الميدالية البرونزية    | 3                             | 3                             | 2                             | 0                             | 1                             | 56                            | 47                            | +9                            |
| ألمانيا الشرقية 1958          | النهائي                       | 2                             | 6                             | 5                             | 0                             | 1                             | 124                           | 87                            | +37                           |
| ألمانيا الغربية 1961          | النهائي                       | 2                             | 6                             | 4                             | 1                             | 1                             | 113                           | 58                            | +55                           |
| تشيكوسلوفاكيا 1964            | مباراة المركز الثالث          | 3                             | 6                             | 5                             | 0                             | 1                             | 118                           | 81                            | +37                           |
| السويد 1967                   | النهائي                       | 1                             | 6                             | 6                             | 0                             | 0                             | 123                           | 73                            | +50                           |